# Cadillac Escalade IQ
Cadillac Escalade IQ – elektryczny samochód osobowy typu SUV klasy luksusowej produkowany pod amerykańską marką Cadillac od 2024 roku.

## Historia i opis modelu

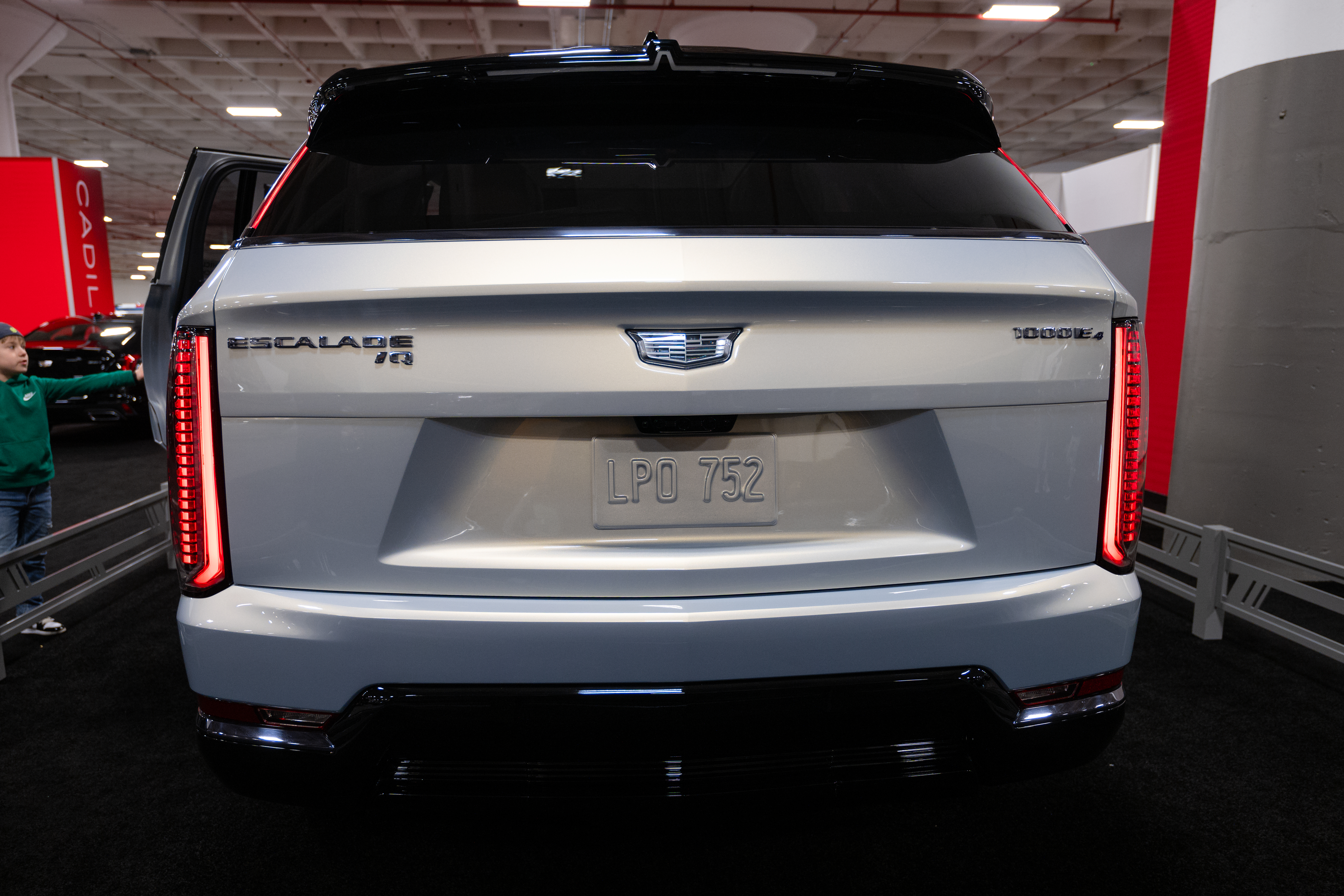
Cadillac Escalade IQ - tył

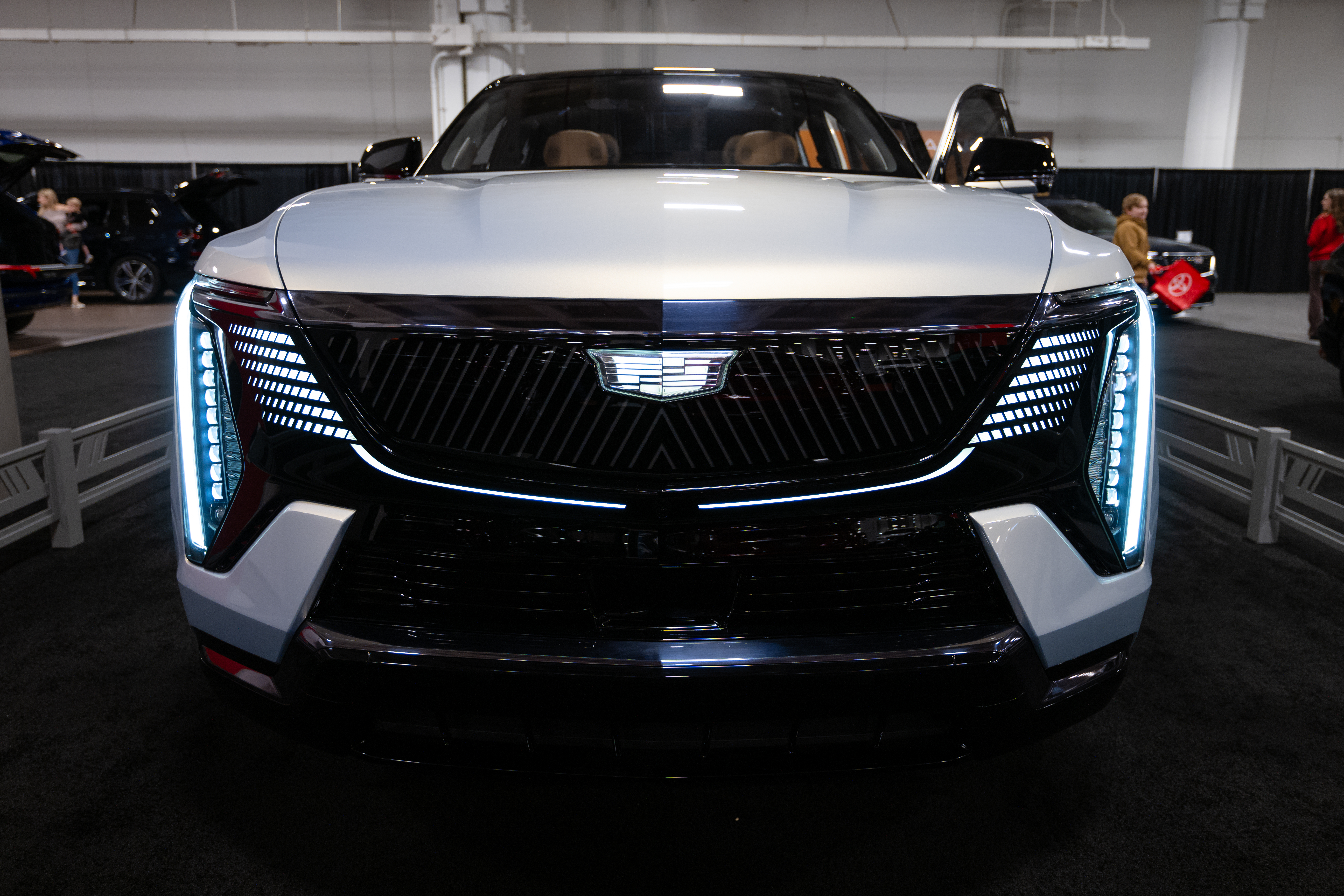
Cadillac Escalade IQ - pas przedni

W połowie maja 2023 Cadillac przedstawił plany rozbudowy swojej gamy samochodów elektrycznych o największy i najbardziej luksusowy model, będący drugim po dotychczasowym spalinowym SUV-ie pojazdem amerykańskiej marki noszącym nazwę "Escalade". Dla odróżnienia i zarazem nawiązania do porządku nazewniczego elektrycznych Cadillaków, planowany model otrzymał emblemat "Escalade IQ".
Oficjalna premiera miała miejsce na początku sierpnia 2023, nadając elektrycznemu SUV-owi zupełnie nowy projekt stylistyczny nawiązujący swoimi elementami zarówno do cech mniejszego elektrycznego Lyriqa, jak i oryginalnego Escalade'a. Masywne, muskularne nadwozie zyskało dwubarwne malowanie irozbudowany zestaw przedniego oświetlenia tworzony nie tylko przez pionowe reflektory wzbogacone obudową z pasów LED, ale i dodatkowymi modułami znajdującymi się także wokół imitacji osłony chłodnicy i w logo pojazdu. Tylną część nadwozia, której krawędź została pochylona pod większym kątem niż w zwykłym Escalade, została zwieńczona dwuczęściowym oświetleniem składającym się z mniejszego pasa przy szybie oraz większego przy błotnikach. Pomimo długości niespełna 5,7 metra czy zastosowania 24-calowych alufelg, a także masy całkowitej wynoszącej niespełna 4,1 tony, konstruktorzy Cadillaka uzyskali względem spalinowego Escalade'a o 15% mniejsze opory powietrza, zapewniając lepsze właściwości aerodynamiczne. 
Obszerna kabina pasażerska nawiązująca swoim wystrojem do samochodów ultraluksusowych została wyposażona w 3 rzędy siedzeń, z czego w drugim zastosowano tzw. oddzielne fotele "kapitańskie" wyposażone w rozbudowany zakres regulacji i masażu. Ponadto, znalazły się przed nimi dwa wyświetlacze o przekątnej 12,6 cala, z kolei dach został całkowicie przeszklony. Deska rozdzielcza utrzymana została w pełni scyfryzowanym wzornictwie, składając się z 3 wyświetlaczy. Pierwszy, zajmujący 2/3 kokpitu, to 35-calowy ekran łączący funkcję cyfrowych zegarów i centralnego systemu multimedialnego. Drugi, o przekątnej 25 cali, pełni funkcję dotykowego centrum rozrywki dla pasażera, z kolei umieszczony niżej 11-calowy wyświetlacz pozwala dotykiem sterować m.in. klimatyzacją. Escalade IQ wyposażony jest standardowo w 40-głośnikowy rozbudowany system nagłośnieniowy firmy AKG.
Możliwości transportowe Escalade'a IQ mogą podlegać głębokim modyfikacjom. Pod maską znalazł się obszerny, 345-litrowy przedni bagażnik, z kolei tylny oferuje trzy warianty aranżacji: podstawowy z wszystkimi fotelami rozłożonymi przewiezie tam 670 litrów, po ich złożeniu 1958 litrów, z kolei bez drugiego rzędu elektryczny SUV może zabrać do 3374 litrów bagażu.

### Sprzedaż
Escalade IQ został zbudowany głównie z myślą o rynku amerykańskim, plasując się w tamtejszej ofercie Cadillaka jako największy i najdroższy SUV w ofercie. Cena za podstawowy egzemplarz została określona w momencie premiery na 130 tysięcy dolarów, a dostawy pierwszych egzmeplarzy zaplanowano na połowę 2024 roku.

### Dane techniczne
Cadillac Escalade IQ to samochód w pełni elektryczny opierający się na modułowej platformie Ultium koncernu General Motors. Samochód wyposażono w dwa silniki, które rozwijają 760 KM mocy i 1063 Nm maksymalnego momentu obrotowego. Duży akulumator o pojemności 200 kWh umożliwia przjechanie na jednym ładowaniu ok. 743 kilometry. Sprint od 0 do 100 km/h zajmuje 5 sekund, manewrowanie ma ułatwiać tylna skrętna oś, a maksymalny uciąg Escalade'a IQ to 3500 kg.